# Lijst van oorlogsmonumenten in Haaksbergen
De Nederlandse gemeente Haaksbergen heeft 10 oorlogsmonumenten. Hieronder een overzicht.
| Nr.  | Object                                | Herdachte groep | Ontwerper                  | Onthulling       | Type               | Locatie                   | Plaats             | Coördinaten                   | Foto                                  |
| ---- | ------------------------------------- | --- | -------------------------- | ---------------- | ------------------ | ------------------------- | ------------------ | ----------------------------- | ------------------------------------- |
| 605  | Herdenkingsmonument                   | militairen in dienst van het Ned. Kon. na 1945, militairen in dienst van het Ned. Kon. 1940-1945, burgerslachtoffers, vervolgden Nederland, verzet Nederland | M. Klerkx                  | 4 mei 1997       | overig             | Markt 3, 7481 HS          | Haaksbergen        | 52° 9' 18" NB, 6° 44' 31" OL  | Meer afbeeldingen                     |
| 2814 | De moeder van het verzet              | allen, militairen in dienst van het Ned. Kon. 1940-1945, burgerslachtoffers, vervolgden Nederland, verzet Nederland                                          | Corinne Franzén-Heslenfeld | 26 november 1949 | reliëf             | Markt 3, 7481 HS          | Haaksbergen        | 52° 9' 18" NB, 6° 44' 31" OL  | De moeder van het verzet              |
| 2815 | Oorlogsmonument                       | burgerslachtoffers |                            |                  | zuil               | Beckummerweg 11, 7482 ST  | Sint Isidorushoeve | 52° 10' 41" NB, 6° 42' 10" OL | Oorlogsmonument                       |
| 2816 | D. Jordaan & Zonen's Textielfabrieken | burgerslachtoffers, vervolgden Nederland |                            | 1 september 1956 | gedenksteen        | Bouwmeester 8, 7481 LP    | Haaksbergen        | 52° 9' 27" NB, 6° 44' 25" OL  | D. Jordaan & Zonen's Textielfabrieken |
| 2817 | Joods monument                        | vervolgden Nederland | Bert Nijenhuis             |                  | beeld/sculptuur    | Ruisschenborgh 1, 7481 CK | Haaksbergen        | 52° 9' 18" NB, 6° 44' 35" OL  |                                       |
| 2818 | Bevrijdingssteen                      | algemeen |                            |                  | gedenksteen        | Markt 10, 7481 HT         | Haaksbergen        | 52° 9' 15" NB, 6° 44' 29" OL  | Bevrijdingssteen                      |
| 2819 | Geallieerd erehof                     | geallieerde militairen |                            |                  | begraafplaats/graf | Enschedestraat, 7481 CK   | Haaksbergen        | 52° 9' 18" NB, 6° 44' 35" OL  | Geallieerd erehof                     |
| 2820 | Nederlandse oorlogsgraven             | burgerslachtoffers |                            |                  | begraafplaats/graf | Enschedestraat, 7481 CK   | Haaksbergen        | 52° 9' 55" NB, 6° 45' 54" OL  | Nederlandse oorlogsgraven             |
| 3104 | Plaquette in het gemeentehuis         | allen |                            |                  | plaquette          | Markt 3, 7481 HS          | Haaksbergen        | 52° 9' 18" NB, 6° 44' 31" OL  | Plaquette in het gemeentehuis         |
| 3197 | Gedenkplaat in de synagoge            | vervolgden Nederland |                            |                  | plaquette          | Ruisschenborgh 1, 7481 CK | Haaksbergen        | 52° 9' 55" NB, 6° 45' 54" OL  |                                       |
|      | Stolpersteine                         | vervolgden Nederland | Gunter Demnig              |                  | reliëf             |                           | Haaksbergen        |                               |                                       |

Almelo ·
Borne ·
Dalfsen ·
Deventer ·
Dinkelland ·
Enschede ·
Haaksbergen ·
Hardenberg ·
Hellendoorn ·
Hengelo ·
Hof van Twente ·
Kampen ·
Losser ·
Oldenzaal ·
Olst-Wijhe ·
Ommen ·
Raalte ·
Rijssen-Holten ·
Staphorst ·
Steenwijkerland ·
Tubbergen ·
Twenterand ·
Wierden ·
Zwartewaterland ·
Zwolle